# Medwedewo (Mari El)
Medwedewo (russisch Медве́дево, Mari Маскасола/Maskasola) ist eine Siedlung städtischen Typs in der Republik Mari El (Russland) mit 16.841 Einwohnern (Stand 14. Oktober 2010).

## Geographie
Die Siedlung liegt im mittleren Wolgagebiet. Sie stellt einen westlichen Vorort der Republikhauptstadt Joschkar-Ola dar, von deren Stadtzentrum sie etwa zehn Kilometer entfernt ist.
Medwedewo ist Verwaltungszentrum des gleichnamigen Rajons Medwedewo.

## Geschichte
Das Dorf Medwedowo wurde in der zweiten Hälfte des 17. Jahrhunderts gegründet. Im Dezember 1943 wurde Medwedewo Verwaltungszentrum eines neu gegründeten Rajons. Ab den 1960er-Jahren entwickelte sich der Ort zu einem Industrie- und Wohnvorort der benachbarten Großstadt Joschkar-Ola. Am 2. April 1973 erhielt Medwedewo mit gleichzeitiger Eingemeindung einiger umliegender Dörfer den Status einer Siedlung städtischen Typs.

### Bevölkerungsentwicklung
| Jahr | Einwohner |
| ---- | --------- |
| 1959 | 1.145     |
| 1970 | 3.432     |
| 1979 | 9.684     |
| 1989 | 13.591    |
| 2002 | 16.610    |
| 2010 | 16.841    |

Anmerkung: Volkszählungsdaten

## Kultur und Sehenswürdigkeiten
Seit 1995 gibt es in Medwedewo ein Rajon-Heimatmuseum. Im Jahr 2000 wurde ein kleiner Tierpark eingerichtet.

## Wirtschaft und Infrastruktur
In Medwedewo gibt es Betriebe der Lebensmittel- und Leichtindustrie sowie der Forst- und Bauwirtschaft.
Die Siedlung liegt an der Eisenbahnstrecke Selenodolsk (Station Seljony Dol) – Joschkar-Ola – Jaransk (Stationsname Aksamatowo, Streckenkilometer 110) der Gorkier Eisenbahn. Am nördlichen Ortsrand führt die Regionalstraße R173 vorbei, die Joschkar-Ola mit Kosmodemjansk (dort Fährverbindung über den Tscheboksarsker Stausee der Wolga) im südwestlichen Teil der Republik verbindet und weiter zur Fernstraße M7 führt. Nach Joschkar-Ola besteht Stadtbus- und Trolleybusverbindung.